# Georg Adolf Erman
Georg Adolf Erman (12 de maig de 1806 - 12 de juliol de 1877) fou un físic, geòleg i naturalista alemany, fill de Paul Erman.

## Biografia
Adolf Erman nasqué a Berlín, i després d'estudiar ciències naturals a Berlín i a Königsberg, viatjà arreu del món entre el 1828 i el 1830. La seva experiència fou narrada a Reise um die Erde durch Nordasien und die beiden Ozeane. Les observacions que realitzà durant el seu viatge foren emprades per Carl Friedrich Gauss a la seva teoria de magnetisme terrestre. Treballà com a professor de física a Berlín el 1839 i morí a la mateixa ciutat el 12 de juliol de 1877.

## Obres
- Reise um die Erde durch Nordasien und die beiden Oceane. Historische Abteilung, 3 vols. Berlín 1833-1848, Departament Científic, 2 vols. Berlín 1835-1841 (digitalitzat)
- editor: Archiv für wissenschaftliche Kunde von Russland. 25 vols. Berlin 1841-1867 (digitalitzat)
- Die Grundlagen der Gaußischen Theorie und die Erscheinungen des Erdmagnetismus im Jahr 1829. Berlín 1874